# Le Bouca
Le Bouca ist ein französischer Käse aus roher Ziegenmilch.

## Herkunft und Name
Le Bouca kommt aus der französischen Region Centre-Val de Loire. Im lokalen Dialekt seiner Herkunftsregion heißt „bouc“ Ziegenbock.

## Aussehen und Geschmack
Le Bouca wird in Käselaibern in den Handel gebracht, die einen Durchmesser von sieben Zentimeter haben und etwa vier Zentimeter hoch sind. Der Fettgehalt in der Trockenmasse liegt zwischen fünfundvierzig und fünfzig Prozent. Die Rinde besteht aus Edelschimmel, die mit Holzkohlenpulver bedeckt wird. Der Käse besitzt einen kräftigen Geruch und hat eine Reifezeit von mindestens 10 Tagen.